# 鲍里斯拉夫·斯坦科维奇
鲍里斯拉夫·斯坦科维奇（1925年7月9日—2020年3月20日）是塞尔维亚篮球运动员和教练，第二任國際籃聯秘書長。

## 生平
斯坦科维奇1925年出生于比哈奇，斯坦科維奇當過10年的肉类检验员，曾作為業餘籃球員效力于貝爾德萊德紅星籃球隊，并代表南斯拉夫男子籃球队参加過36场国际比赛，其中就包括1950年的第一届篮球世锦赛。斯坦科维奇擔任教練後曾经四次夺得南斯拉夫联赛冠军，一次意大利联赛冠军。1976年，斯坦科維奇成为国际篮联第二任秘书长，1988年开始担任国际奥委会委员。1989年，他與NBA總裁大衛·斯特恩達成協議，讓NBA球員得以參加奧運會籃球項目比賽。1991年，斯坦科维奇入选奈史密斯篮球名人堂。2002年，斯坦科維奇卸任國際籃聯秘書長。程万琦於2005年发起的斯坦科维奇杯就是以他為命名的。2020年3月20日斯坦科維奇在家中去世。